# 毛生武
毛生武（1962年2月—）。男，藏族，甘肃天祝人，西北民族学院政治系政治专业毕业，兰州大学区域经济学专业毕业，博士研究生、经济学博士。中华人民共和国政治人物、学者。

## 生平
毛生武于1982年7月参加工作，1985年5月加入加入中国共产党。2008年3月，任中共甘南州委副书记、代州长，同年8月转正。2013年，当选第十二届全国人民代表大会甘肃地区代表。2014年11月，任中共张掖市委书记。
2017年5月，毛生武不再担任中共张掖市委书记。同年6月，任甘肃省人民代表大会常务委员会民族侨务工作委员会副主任。同时以博士生导师的身份在兰州大学西北少数民族研究中心任教，其主攻方向为藏学。